# Seosan
Seosan (kor. 서산시) – miasto w Korei Południowej, w prowincji Chungcheong Południowy. W marcu 2021 roku liczyło 179592 mieszkańców.
Seosan dzieli się na 1 eup, 9 myeon, 5 dong, 266 ri.
W mieście znajduje się port Daesan umożliwiający połączenie drogą morską z Chinami (dystans 339 km), a także kilka krajowych dróg ekspresowych oraz linie kolejowe.
Seosan odwiedziło ponad 5,5 mln osób w 2019 roku.

## Współpraca
Miejscowość partnerska:
- Huy, Belgia

## Galeria

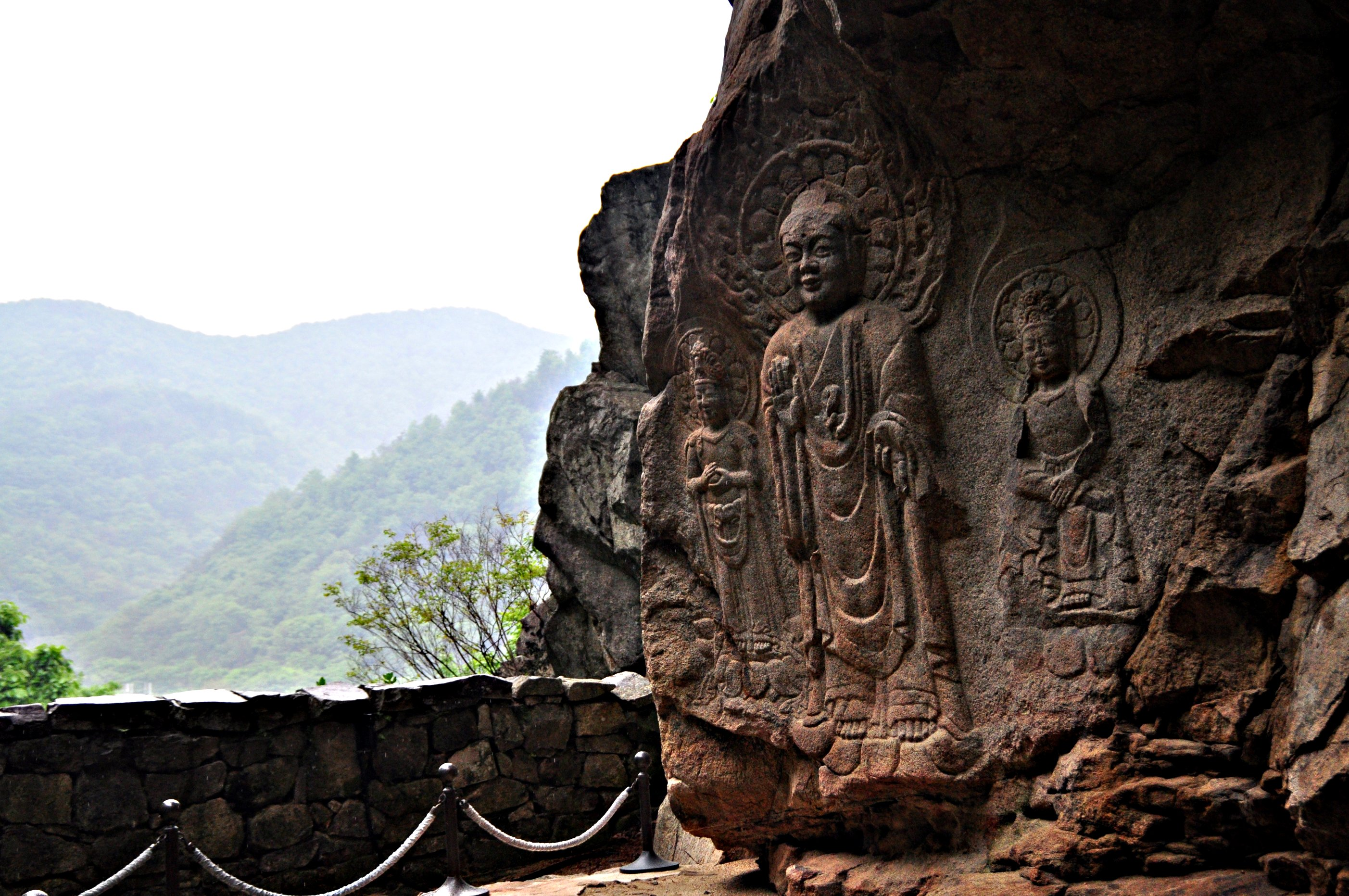
Płaskorzeźba triady Buddów wykuta w skale (2010)
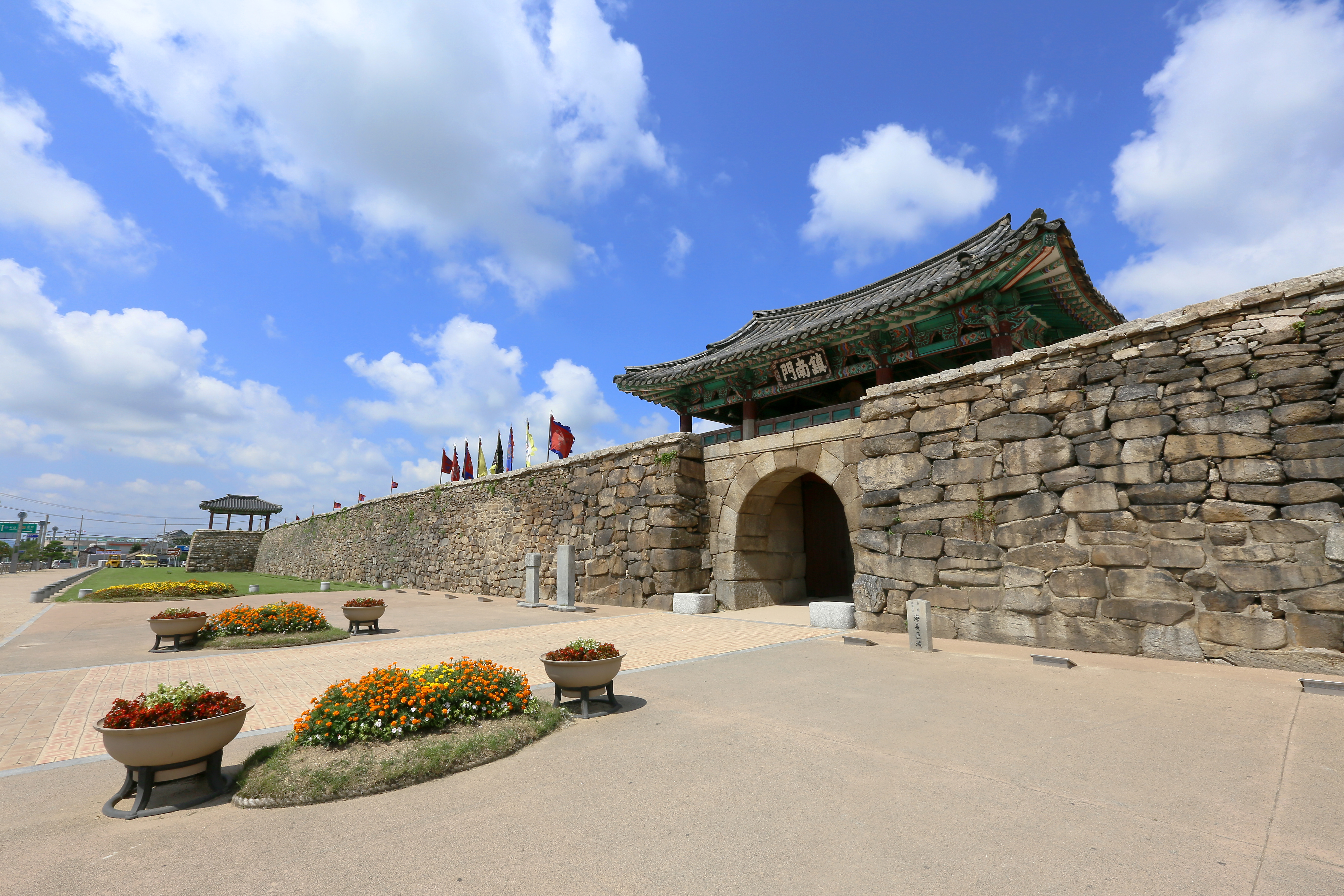
Mury twierdzy Haemi (2013)
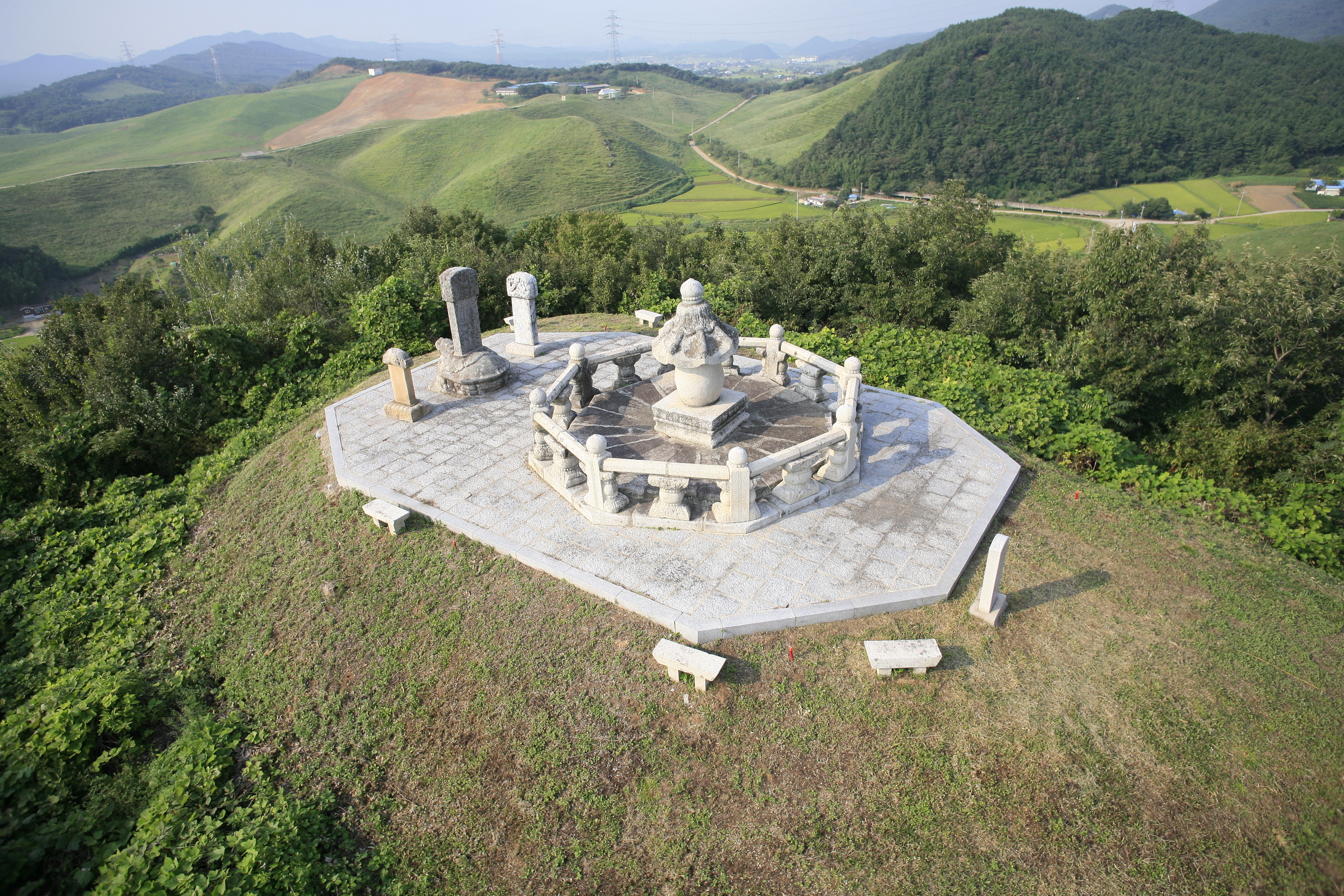
Taesil (kaplica) z XVI wieku upamiętniająca narodziny króla Myeongjonga (2008)
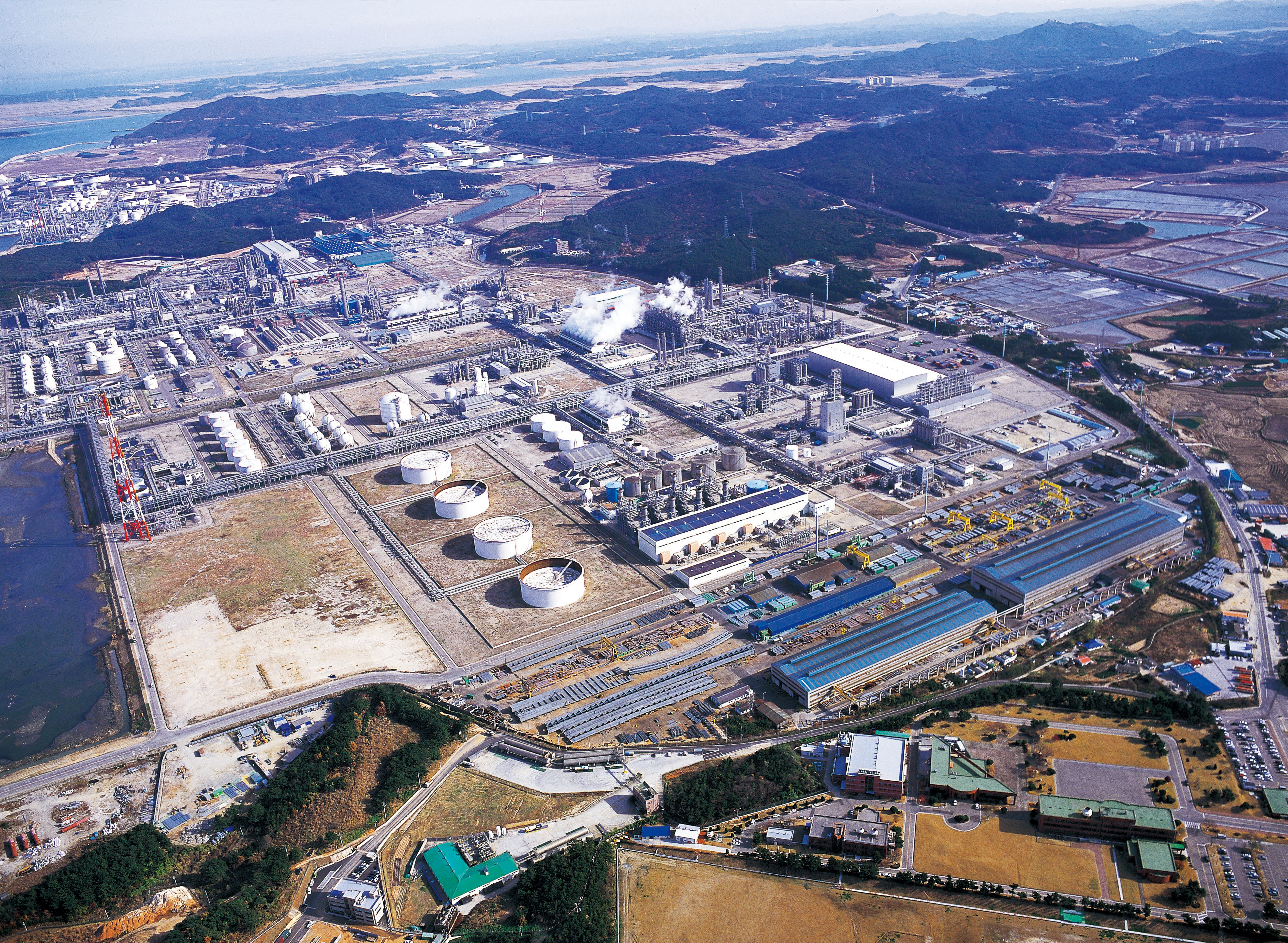
Kompleks przemysłowy Daeskin (2017)
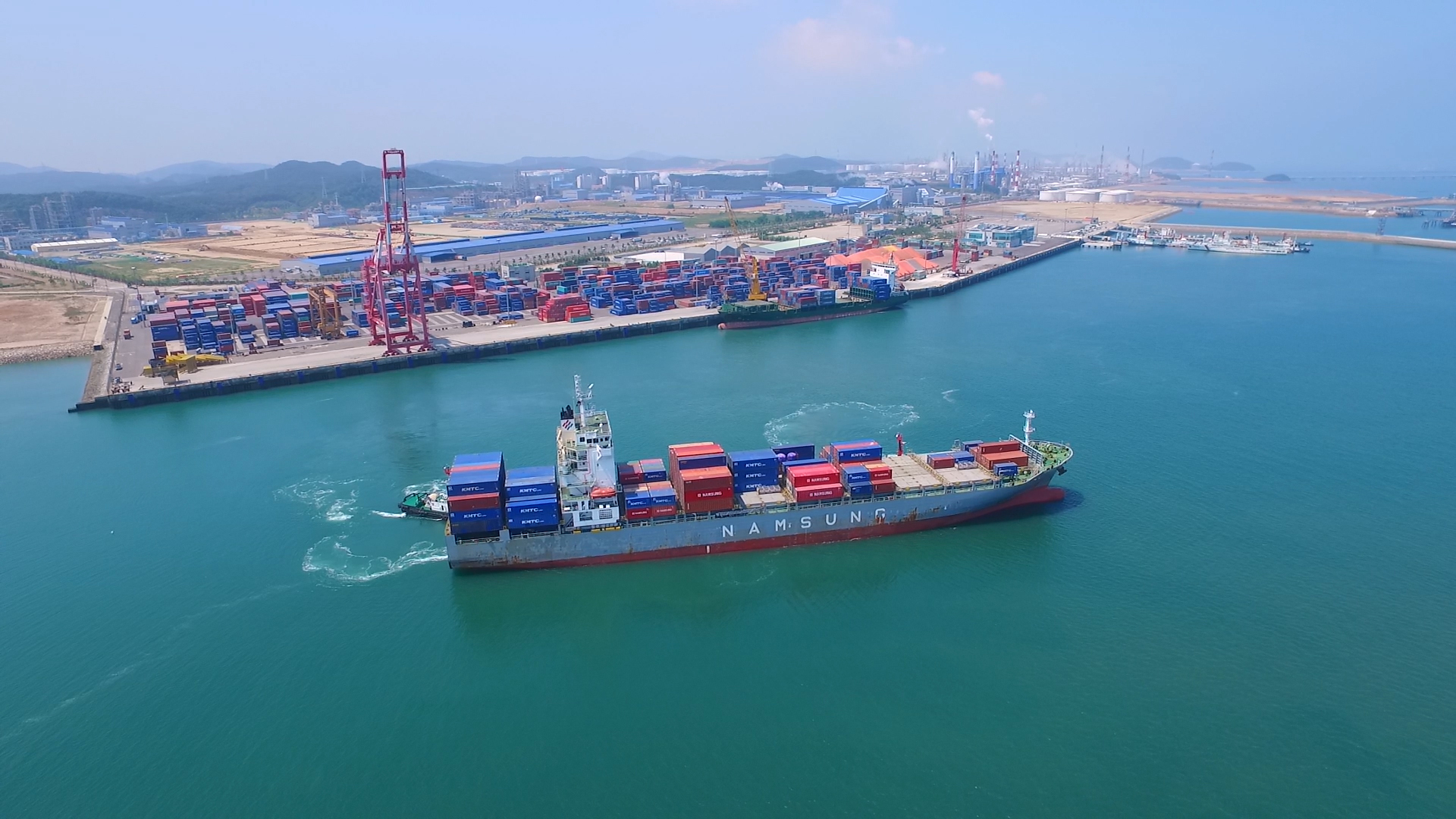
Port Daesan (2017)
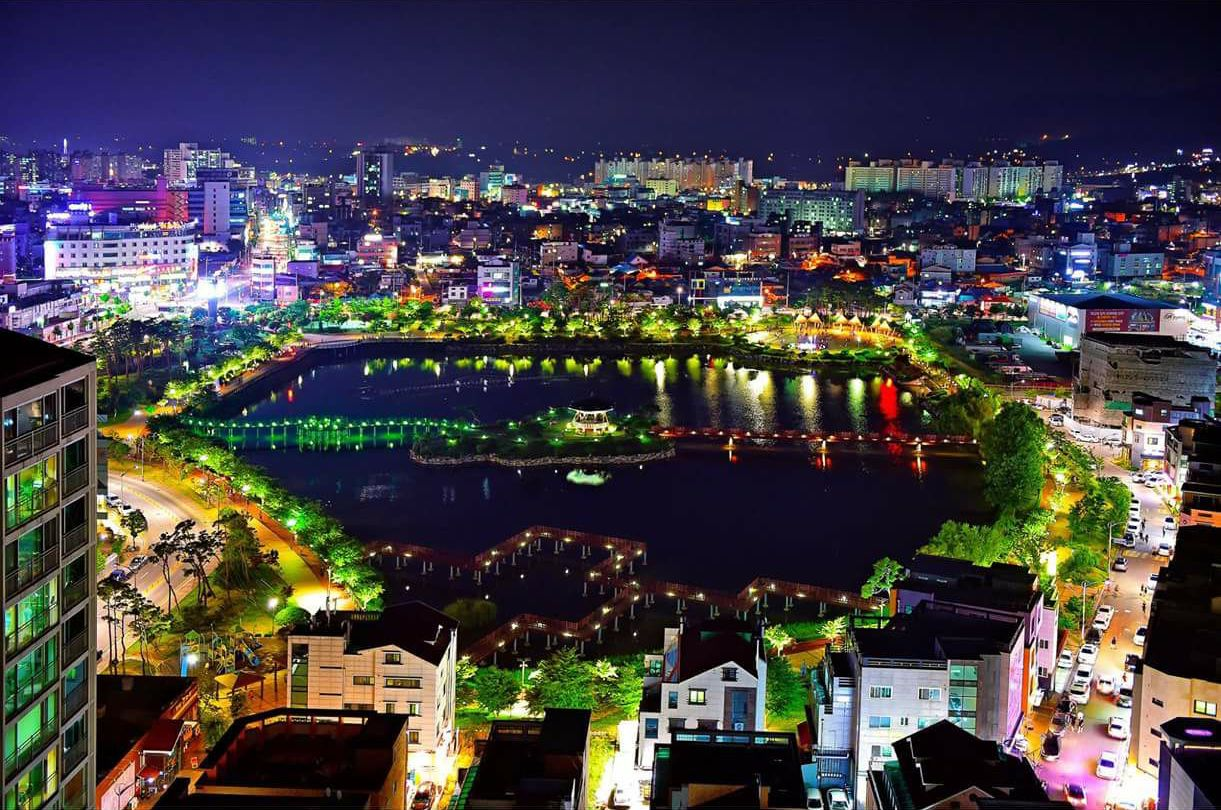
Seosan nocą (2017)